# Centro Cultural Alborada

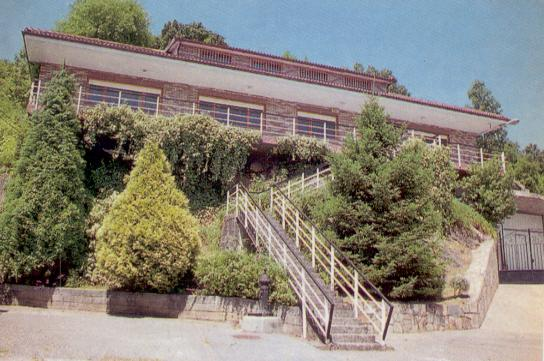
Centro Cultural Alborada.

El Centro Cultural Alborada es una organización cultural española, fundada en 1974 y con sede en Igollo de Camargo (Cantabria).
Los orígenes están en la propia parroquia de Igollo, al decidir unirse un grupo de fieles para afrontar distintos problemas y necesidades del pueblo. Con el auspicio de la Iglesia se evitaron los problemas y trabas para el asociacionismo que había en la época ocasionados por los últimos coletazos de la dictadura franquista

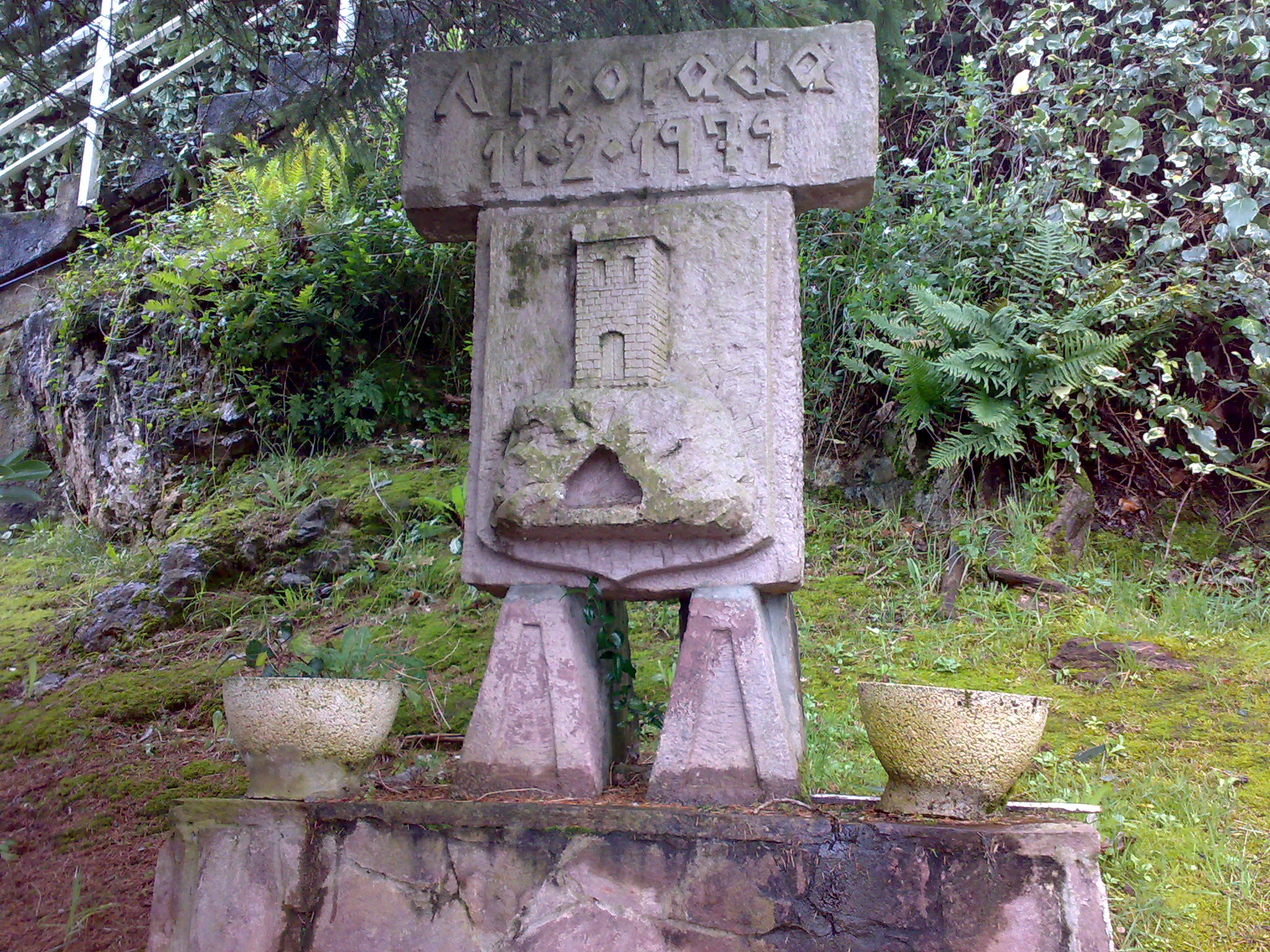
Escudo en el exterior del Centro Cultural.

Tras estos primeros años se fraguó la idea de dotar a Igollo de un centro para hacer actividad cultural, y se inauguró el local actual en febrero de 1979 (foto derecha).

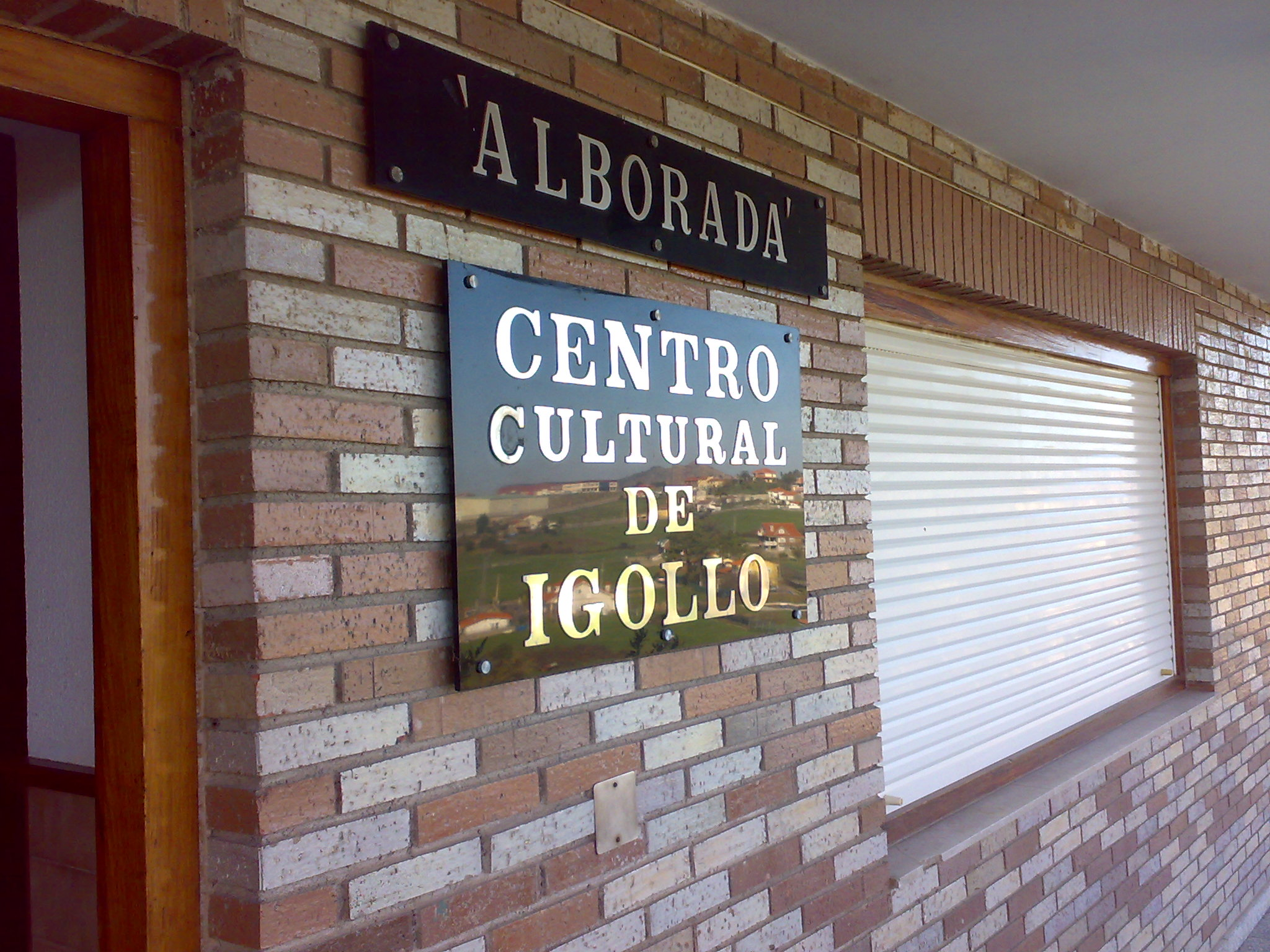
Cartel situado en la entrada del centro. Se vislumbra reflejado el pueblo de Igollo.

Para conmemorar esta fecha, cada mes de febrero se celebra un "Ciclo Cultural" de actividades especiales, que se ha perpetuado sin interrupción alguna hasta la actualidad.
Otras actividades de especial relevancia son la convocatoria del "Certamen Comarcal de Redacción" a nivel municipal, y la celebración de la festividad de Santa Cecilia, patrona de la música desde el año 1988.